# William Haynes (Schwimmer)
William H. Haynes (* 1885 oder 1886; † 26. November 1954 in Perth, Australien) war ein britischer Schwimmer und Wasserballspieler.

## Karriere
Haynes begann seine Sportkarriere im Wasserball. Hier gewann er mit seiner Mannschaft zwischen 1904 und 1906 drei Mal in Folge die schottische Meisterschaft. Ab 1905 betätigte er sich auch im Schwimmsport. In den Folgejahren bis 1911 gelang ihm der Gewinn von insgesamt zehn schottischen Meistertiteln in Freistildistanzen zwischen 100 und 880 Yards. Zwischen 1905 und 1912 stellte er jeden nationalen Rekord über selbige Distanzen auf. 1908 nahm der Sportler an den Olympischen Spielen in London teil. Dort musste er sich über 400 m Freistil im Vorlauf dem späteren Bronzegewinner Otto Scheff geschlagen geben. Anfang 1912 wanderte der Brite nach Australien aus. Hier gewann er 1915 die westaustralische Meisterschaft über 100 Yards Freistil.